# フィンランドの極右

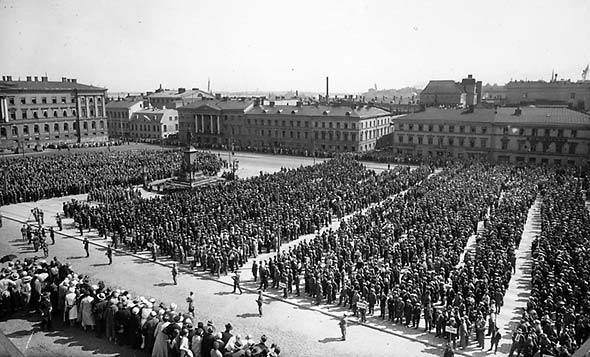
1930年7月7日にヘルシンキで行われたラプア運動による示威行動である「農民行進」。

フィンランドの極右は1920年から1940年にかけて最も強力であった。その時期にはカレリア学徒会、ラプア運動、愛国者国民運動（IKL）、ヴィエンティラウハといった組織が国内で活動し、数十万人のメンバーを擁していた。これらの主要な極右・ファシスト組織に加えて、小規模なナチス政党も活動していた。

## 歴史
ナチス政党は、元および将来の国会議員や閣僚がナチス運動で活動していたにもかかわらず、議会で議席を獲得できなかった。ファシスト政党IKLは、1933年、1936年、1939年の議会選挙で成功を収めた。ファシスト政党IKLと保守的な国民連合党は、エイノ・スオラハティとエドウィン・リンコミエス率いる急進的な反共産主義「ラプア派」が党の指導権を握った後、1933年の議会選挙で選挙連合を結成した。国民連合党は、その選挙連合が選挙で大敗した後、IKLと極右から距離を置いた。極右グループはかなりの政治力を行使し、政府に共産党と新聞を非合法化し、フリーメイソンを軍隊から追放するよう圧力をかけた。保守派と白衛軍当局は極右を大いに支持していた。例えば、国民連合党と農民同盟の右派がラプア運動を支持していた。社会民主党の政治家オンニ・ハッポネンは警察に逮捕され、その後ファシストのリンチ集団に引き渡されて殺害された 。政府は、農民行進とヴァーサ暴動の際の力の誇示を受けて、極右をなだめ、彼らの要求に応じることを選択した。
冷戦中、パリ平和条約に従ってファシストとみなされたすべての政党が禁止され、すべての元ファシスト活動家は新しい政治的拠点を見つけなければならなかった。フィンランド化にもかかわらず、多くの人が公的生活を続けた。フィンランド国家社会主義同盟（SKSL）の指導者であるユルヨ・ルートゥは、フィンランド人民民主同盟に加わった。党書記であり、党新聞「民族社会主義者」の編集長であったユハニ・コンッカは、政治を放棄して熟練した翻訳者となり、ソビエト連邦の文化賞を受賞した。武装親衛隊の元メンバー3人が国防大臣を務めた。フィンランドの親衛隊大隊将校のスロ・スオルッタネンとペッカ・マリネン、および親ナチス離反者で構成されたフィンランド親衛隊中隊の兵士であるミッコ・ラークソネンである。

### 現代
現在フィンランドで2番目に大きな政党であるフィン人党は、極右と評されている。フィン人党の元党首であり、現国会議長であるユッシ・ハッラアホは、「預言者ムハンマドは小児性愛者であり、イスラム教は小児性愛を正当化し、小児性愛はアッラーの意志である」と述べたヘイトスピーチで有罪判決を受けている。フィン人党の党員は、フィンランド防衛同盟、アトムヴァッフェン・ディビジョン、オーディンの戦士たち、北欧抵抗運動、ラヤト・キーンニ！（国境を閉ざせ！）、スオミ・エンスィン（フィンランド第一）などの極右運動やネオナチ運動を頻繁に支持してきた。フィン人党の党員は、白人虐殺陰謀論を支持していることで批判されてきた。イルタレフティ紙が実施した調査では、極右フィン人党の有権者の3分の1が、「ヨーロッパの人種は、より暗い人種との混血を防がなければならない。さもなければ、ヨーロッパの先住民は最終的に絶滅するだろう」と考えていた。フィン人党のマリ・ランタネン内務大臣は、フィンランド人が移民に対して甘い考えを持ち続ければ、フィンランド人は「青い目のままではいられないだろう」と書き、難民を「寄生虫」と呼ぶ文章を共有した。当時フィン人党青年部の副議長であったトニ・ヤロネンは、「フィンランドの将来がこのようにならないように、フィン人党に投票してください」というテキストとともに、黒人家族の写真を投稿した。
1990年代と2000年代、フィン人党が躍進する前には、ヤンネ・クヤラ（アーリア・ゲルマン同胞団として設立されたフィンランド祖国党）や、以前は北欧帝国党と関係があったヨウニ・ラナマキなど、ネオナチの候補者が成功を収めていた。国民民主党のペッカ・シートインは、ナーンタリ市議会選挙で5番目に人気のある候補者であった。
第二次世界大戦中のフィンランドとドイツの協力に関する研究で知られる歴史家のオウラ・シルヴェンノイネンによると、青黒運動党はネオファシストである 。極右の「権力は人民に属する」と「自由同盟」は、それぞれ2021年と2022年に設立された。両党とも公然と親ロシア派であり、ユハ・コルホネン、ヤヌス・プトコネン、ヨハン・ベックマンなどの著名なロシアのプロパガンダ活動家を候補者としている。彼らはフィンランド人をウクライナ戦争で戦うために募集し、ロシア帝国運動はフィンランドのネオナチのために軍事訓練を組織した 。ルシッチ・グループもフィンランドの極右と関係を築いている。

## フィンランドのナチズム

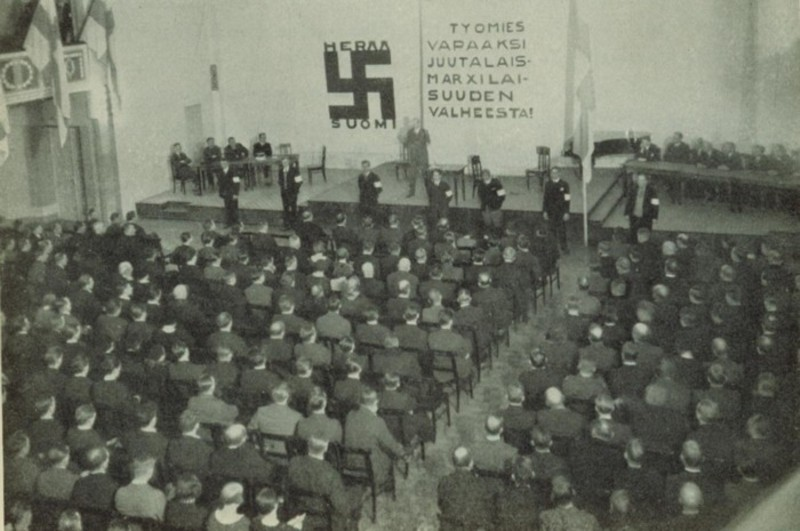
SKJの集会で演説するアルヴィ・カルスタ大尉

1930年代から1940年代にかけて、フィンランドではいくつかのナチス政党が活動していた。その中には、2万人のメンバーを擁するイェーガー大尉アルヴィ・カルスタ率いるフィンランド人民組織（SKJ）や、1万2000人のメンバーを擁する青十字などがある。スウェーデン語を話すフィンランド人でさえ、元知事のヒャルマー・フォン・ボンスドルフ提督とグンナー・リンドクヴィスト率いる人民共同体協会や、エルヌルフ・ティゲルシュテット率いる黒衛兵など、独自のナチス組織を持っていた。
フィンランド最大の出版社の一つであるヴェルナー・セーデルストレム・オサケユフティエ社は、1940年の冬戦争後に『我が闘争』の出版権を与えられ、ラウリ・ヒルヴェンサロはWSOYが彼の「アーリア人」の祖先を確認した後、ドイツの出版社によって翻訳者として承認された。1941年から1944年にかけて、同書は3万2000部販売された。これはフィンランドではかなりの部数であり、ヴェイッコ・アンテロ・コスケンニエミはウーシ・スオミ紙に同書の熱烈な書評を執筆した。コスケンニエミは、ゲッベルスが組織したヨーロッパ作家協会（Europäische Schriftsteller-Vereinigung, ESV）の副会長でもあった。このグループには、ミカ・ワルタリ、ティト・コリアンダー、ヤール・ヘンメル、マイラ・タルヴィオなど、約40人の著名なフィンランド人作家が参加していた。
ナチスグループは協力的なネットワークとして存在し、グループ間には重複もあった。例えば、コリアンダーはティゲルシュテットの黒衛兵にも所属しており、ティゲルシュテット自身も愛国人民党（Isänmaallinen Kansanpuolue）として知られるナチス党に所属していた。それにもかかわらず、一部のグループは互いに競合していた。例えば、SKSLとSKJは言語問題について意見が異なっていた。SKSLはフィンランド語のナショナリズムを主張したが、SKJはバイリンガルであり、フォン・ボンスドルフやヒムラーの個人的な友人であるトルヴァルド・オリエマルクなど、多くの著名なスウェーデン語を話すフィンランド人ナチスを擁し、ウーシマーのスウェーデン語を話す人々の間で人気があった。
実際の国家社会主義運動の外でも、フィンランド社会ではナチス・ドイツの賛美があった。フィンランドの警察雑誌は、ドイツの警察スポーツとラインハルト・ハイドリヒが設置した「市民報告サービス」（Volksmeldedienst）について、無批判に、そしてゲシュタポの有効性を強調して書いた。フィンランドの秘密警察は、親ナチスで反ユダヤ主義者のトイヴォ・ホレッリが率いる内務省の下で運営されていた。国家警察自体は、やはり公然と親ナチスで反ユダヤ主義者のアルノ・アントニが率いており、その下で親衛隊、アインザッツコマンド・フィンランド、および親衛隊保安部と協力していた。プロパガンダと検閲を担当する国家情報局も、前述の右翼過激派を雇用し、『フィンランドのレーベンスラウム』などの親ドイツ的な資料を出版していた。
さらに別のナチスグループであるフィンランド王国連合（Suomen Valtakunnan Liitto, SVL）は、フィンランドがソビエト連邦との単独講和を模索した場合、フィンランド政府に対して国家社会主義クーデターを実行するためにナチス・ドイツによって準備されたとされている。著者ユハ・ポヨネンとオウラ・シルヴェンノイネンによると、有名なフィンランドの戦争の英雄であるラウリ・トルニ大尉もこの作戦に参加していた。SVLは、眼科教授のマウノ・ヴァンナスと、数学教授でネヴァンリンナ理論の開発者であるロルフ・ネヴァンリンナが率いており、その計画はヒムラーとアルフレート・ローゼンベルクによって個人的に承認されていた。SVLは、親ドイツおよび国家社会主義グループの統括組織として機能していた。フィンランド王国連合には、芸術、文化、科学の代表者が驚くほど多く含まれていた。最も有名なのは、彫刻家のワイノ・アールトネン、地質学者のヴァイノ・アウエル、作曲家のユルヨ・キルピネン、言語学者のJ・J・ミッコラ、映画監督のリスト・オルコであった。クーデター計画に加えて、ドイツ人はフィンランドで親ドイツ抵抗運動を組織し、フィンランドの親衛隊員と極右を募集した。抵抗運動は戦後数年間活動した

### 1945年以前のナチ組織
- 黒衛兵
- 青十字（1942–1944）
- フィンランド王国連合（1940年代）
- フィンランド社会主義労働者党（1934–1944）
- フィンランド国家社会主義労働者組織（1940–1944）
- フィンランド人民組織（1933–1936）
- フィンランド労働戦線（1930年代）
- 戦友労働組織
- フィンランド国家社会主義者（1941–1944）
- 国家社会主義者組織（1940–1944）
- フィンランド国家社会主義連合（1930年代）
- フィンランド労働党（1932–1945）
- 愛国人民党（1930年代）
- 人民共同体協会（1940–1944）
- ライジング・フィンランド（1940年代）

### 現代

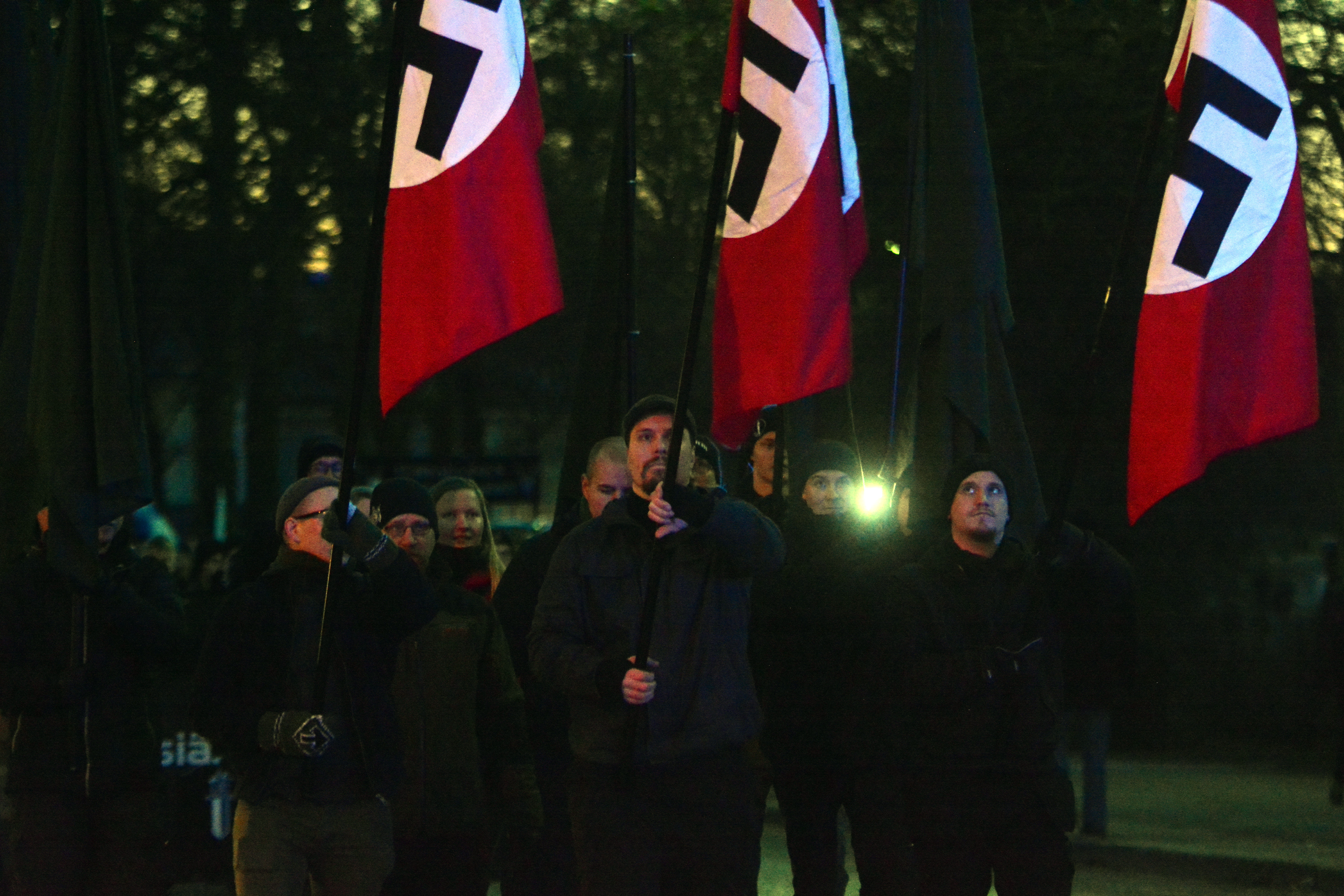
NRMによるフィンランド独立記念日のデモ、2018年。

フィンランド抵抗運動（スオメン・ヴァスタリンタリケ、FRM）は、北欧抵抗運動のフィンランド支部である。メンバーは、組織が主催する格闘技や射撃訓練にも参加している. 同グループはまた、汎フィン・ウゴル主義、または「同族イデオロギー」（「ヘイモアーテ」）を提唱しており、民族的にフィンランド系のエストニアとの統一もグループの計画の一部である。同組織は、反人種差別やゲイプライドのデモを襲撃したり、左翼イベントの参加者を刺したりするなど、複数の暴力犯罪に関与している。フィンランド国営放送の調査によると、メンバーの3分の2が暴力犯罪で有罪判決を受けている。FRMは、2016年にヘルシンキで反ファシスト活動家を殺害した責任がある。同グループはまた、男性を拷問して死に至らしめ、違法武器を所持していた罪で有罪判決を受けたメンバーに「今年の活動家」の称号を授与した。同グループは、政治的敵と見なした人々を自宅で襲撃しており、これを「家庭訪問」と呼んでいる。2020年には、ヤムサでフィン人党の地方選挙運動委員長が、自宅でクローハンマーで殴られ重傷を負った。同グループに関係する男性が、別の男性と共に殺人未遂で起訴されている。FRMはまた、イスラエル大使館を20回以上破壊し、シナゴーグを汚損したため、フィンランド大使がエルサレムのイスラエル外務省に2回呼び出された。021年1月8日、フィンランド警察は、今度はリーヒマキで別のFRMメンバーを殺人容疑で逮捕した。2021年3月17日、フィンランド警察はFRMメンバーを逮捕し、彼のアパートから爆発物数箱を押収した。
FRMやその他の極右民族主義政党は、フィンランドの独立記念日に、フィンランドの親衛隊大隊を記念してヘルシンキで毎年恒例のトーチマーチデモを開催し、ヒエタニエミ墓地で終了し、メンバーはカール・グスタフ・エミール・マンネルヘイムの墓とフィンランド親衛隊大隊の記念碑を訪れる。このイベントには反ファシストが抗議し、警備員を務めるFRMメンバーが反対デモ参加者を暴力的に襲撃することにつながる。警察の推定によると、このデモには3,000人近くが参加し、数百人の警官がヘルシンキをパトロールして暴力的な衝突を防いでいる。この行進にはフィン人党が参加し、推進しているが、左翼政党は非難している。緑の同盟のイリス・スオメラは、これを「明らかにネオナチ」と特徴づけ、これほど多くの人が参加していることに失望を表明した。
暴力犯罪に加えて、FRMは、禁止されたテロ組織であるナショナル・アクションと密接な関係がある。アフガニスタンに駐留し、FRMとナショナル・アクションの両方のメンバーであったフィンランド人伍長は、ランシリンに住んでいる間にテロ犯罪と禁止された組織への参加で有罪判決を受けた。ナショナル・アクションのリーダーであるベンジャミン・レイモンドもフィンランドのFRMを訪問してスピーチを行い、アサルトライフルを持ってポーズをとっている写真が撮影された。イレによると、FRMはネオナチ軍事編成のアゾフ大隊とも協力している。数十人のフィンランド人は、アトムヴァッフェン・ディビジョンを生み出したことで有名なアイアン・マーチ・テロネットワークの一員でもある。
FRMはスウェーデン支部とは異なり議会主義を拒否しているが、フィン人党のメンバーがFRMによって、またはFRMと共に組織されたイベントに参加したことで、他の政党や反ファシストから批判を集めたケースは数多くある。フィン人党の数人のメンバーは、参加者がリンネ内閣のメンバーの写真を的にして射撃やナイフ投げを行ったイベントに参加し、ニコライ・ボブリコフを暗殺したオイゲン・シャウマンを記念するイベントに参加した。フィン人党青年部のメンバーとリーダーは、FRMと共に青の目覚めによって組織されたエストニアの「エスノ・フューチャー」民族主義会議にも参加している。青の目覚めの創設者であり、現在のエストニア保守人民党の国会議員であるルーベン・カーレプは、ネオナチと評され、地元の禁止されたテロ集団であり、アトムヴァッフェンの関連組織であるフォイアークリーク・ディビジョンと関係があるとされている。
2017年11月30日、ピルカンマー地方裁判所は、北欧抵抗運動が「善良な慣行の原則に著しく違反した」として、フィンランドでの活動を禁止した。この禁止は控訴され、警察による一時的な禁止の要請は却下された。2018年9月、トゥルクの控訴裁判所は禁止を支持した。2019年3月、最高裁判所は同グループに一時的な禁止を命じた。2020年9月22日、最高裁判所は禁止を支持した。最高裁判所は判決の中で、「組織の活動に関連する暴力の使用は、組織の運営の一部と見なされなければならない...違法と見なされた運営方法は、組織の運営の実質的な部分を占めており、[組織]は限られた量の他の種類の活動にのみ従事していた」と述べた。
国家捜査局は、北欧抵抗運動がコティ・ヴァパウッタ！、AWDフィンランド、スオマライサプの名前で活動を続けていると疑っている。2020年の年次脅威評価で、同局は、禁止にもかかわらず、極右テロの脅威が高まっていることを発見した。オスロ大学過激主義研究センターによると、

一部のNRM活動家は、禁止後は過激な措置のみが効果的であると推論し、例えば、活動の加速主義モデルを支持するようになっている。同グループの特定のメンバーは、超教義的ナチズムを促進する出版物に寄稿者としても登場している。対応する「カルト的」方向へのシフトは、ナショナル・アクション（NA）の禁止後、英国でも観察されている。

## 極右と反ユダヤ主義メディア

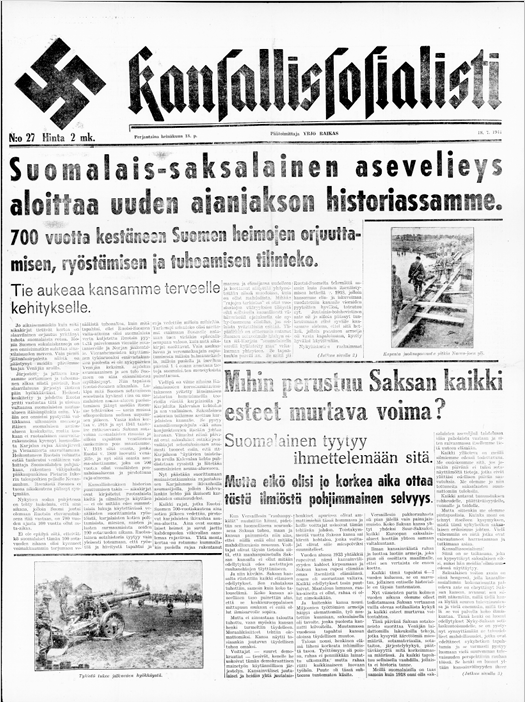
カンサリッソシアリスティのフロントページ。

1918年の内戦中、白衛軍の指導者であり主要なイデオローグであったマルッティ・ピフカラは、「我々はどのようなフィンランドを創造しなければならないか？」という本を出版し、広範な優生学プログラムと、共産主義者、乱交する女性、および「人種的に望ましくない者」の強制断種と絶滅を主張した。この本は、勝利した白衛軍による大量殺戮を促したとされている。1919年、白衛軍に関連するプロパガンダ機関である教会国家啓蒙局は、元赤衛兵を対象とした「ボリシェビズムとは何か」を出版した。同書は、共産主義はユダヤ人の陰謀であり、共産主義の指導者はほぼ例外なくユダヤ人であり、ユダヤ人は「詐欺によって他人の犠牲の上に働かずに生きる特異な能力を持つ」人種であると主張した。「シオン賢者の議定書」は、1920年に初めてフィンランド語で登場し、原語のロシア語から翻訳された。フィンランド福音ルター派教会の牧師であり、国会議員のJ・W・ワルティアイネンは、1922年に「かつての神の国であり、現在の悪魔の群衆としてのユダヤ人の世界史的重要性」という反ユダヤ主義の本を執筆した。
1920年代から1940年代にかけて、フィンランドには数多くの極右および反ユダヤ主義の新聞や雑誌があった。ヤリ・ハンスキがこの時期の433の雑誌、ジャーナル、新聞を対象に行った調査によると、16.4％が反ユダヤ主義を含んでいた。反ユダヤ主義雑誌のいくつかは、国家社会主義またはその他の極右政党またはグループが背後にあった。出版社ヴァサラ（彼らの雑誌はタッパラミエスとシニリスティ）、フィンランド人民組織（ヘラア・スオミ、ハカリスティ、ハッコルセット）、フィンランド労働戦線協会（ティオリンタマとカンサリネン・ティオ）、青十字協会（クスター・ヴァーサとウーシ・ユーロッパー）、および独立系雑誌のフェル・フリヘト・オッ・レット、ファシスティ、カンサリネン・サナ、ヴァパア・スオミは、「ユダヤ人が世界支配を求めていることを証明する努力において非常に活発であった」。フィンランド最大の極右政党であるIKLは、30の雑誌と新聞（アヤン・スウンタ、アクティヴィスティ、ラプアン・パイヴァカスキー、IKL、シニムスタ、ルオ・リップイェンなど）を発行し、反ユダヤ主義の記事を掲載していた。1930年代、ヴィータサーリの愛国市民は、数万部もの反ユダヤ主義および反フリーメイソンの小冊子を多数発行した。
フィンランド固有のファシストおよびナチス組織に加えて、ドイツおよびロシアのナチス組織も資料を出版した。ロシア国家ファシスト組織が国内で活動し、白人将軍であり亡命指導者のセヴェリン・ドブロボルスキーによってナッシュ・プットやファシストなどの白人亡命ファシスト新聞が発行された。アルフレート・ローゼンベルク率いる北欧協会も、フィンランドで親ナチス雑誌を発行した。他の極右プロパガンダ活動家と同様に、ドブロボルスキーと北欧協会のヘルシンキ連絡係であるアニトラ・カーステンも、国家情報局のために働いていた。
極右の印刷メディアに加えて、民族主義的反ユダヤ主義をテーマにした映画も公開された。例えば、1938年の最も人気のある映画であるイェーカリン・モルシアン（イェーガーの花嫁）では、主たる敵対者はユダヤ人のスパイであり、主人公は反ユダヤ主義的な罵倒を叫びながら彼を攻撃する。この映画の脚本家兼監督であるリスト・オルコは、後にフィンランド最大の映画会社スオミ・フィルミのCEOとなり、ナチスのフィンランド王国連合に参加することになる。
戦後、ウンターシュトゥルムフューラー・ウント・パルヴィラハティの回想録は、ソ連がユダヤ人によって率いられていたという主張を立て、パルヴィラハティの本は大成功を収め、11版を重ね、複数の言語に翻訳された。パルヴィラハティはまた、退役軍人のイベントや保守政党の講演ツアーで引っ張りだこの講演者となった。

### フィンランドにおけるホロコースト否認
ホロコースト否認は、戦後すぐにフィンランドで始まり、極右およびナチス運動に関与していた多くのフィンランド人が、ホロコーストを疑問視する記事を発表した。初期の著名なフィンランドのホロコースト否認者には、C・A・J・ガドリン教授、カール・グスタフ・ヘルリッツCEO、建築家のカール・O・ノルドリング、テオ・スネルマン大使が含まれる。ペッカ・シートインのナチスグループは、1976年にリチャード・ハーウッドの『600万人は本当に死んだのか？』のフィンランド語訳を配布し始めた。
2013年、サイモン・ヴィーゼンタール・センターは、ニーニスト大統領に、約66万世帯に配布されたネオナチ新聞を非難するよう要請した。同紙は、ホロコーストを否認する記事や、「シオニストのテロリズム」や「CNN、ゴールドマン・サックス、シオニストの支配」などの記事を、デイヴィッド・デュークから翻訳して掲載した。フィンランドの人気のある代替メディアサイトであるMVメディア、ヴェルコメディア、マグネッティメディアは、ホロコーストを否認する記事を掲載していることで知られている。現代の著名なフィンランドのホロコースト否認者には、カウッパスオミ新聞のオーナーであり、デパートの大物であるユハ・カルッカイネンが含まれる。北欧抵抗運動のメンバーも、ホロコーストを否認する資料を配布している。

## テロ

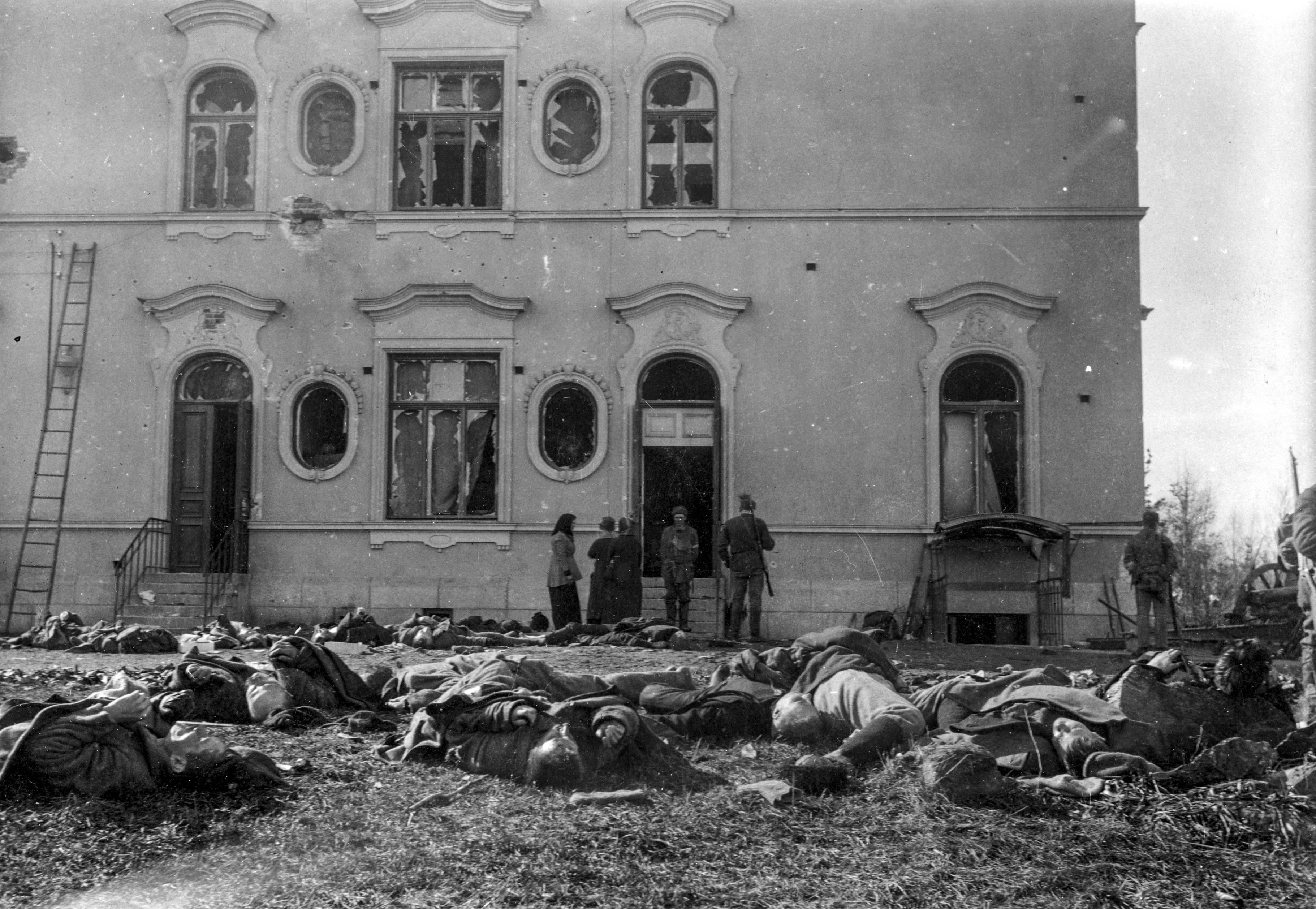
タンペレで殺害された左翼。

おそらく最初の近代的な右翼テロ行為は、1904年にフィンランドの民族主義者オイゲン・シャウマンによって総督ニコライ・ボブリコフが暗殺されたことである。しかし、この特徴づけは、シャウマンが広く偶像化されているフィンランド社会では物議を醸しており、マッティ・ヴァンハネン首相は、この行為をそのように表現した後、反発に対して弁明しなければならなかった。
シャウマンの行為は民族主義運動を刺激し、すぐに司法長官エリエル・ソイサロン・ソイニネンがレンナルト・ホーエンタールによって暗殺された。ソイサロン・ソイニネンは、総督に次ぐフィンランドで最も高位のツァーリの従者であり、したがって民族主義者の目には「大逆賊」であった。1904年から1905年にかけて、ヴェリコイラト（ブラッドハウンド）という秘密のフィンランド民族主義者団体が、ロシア人、警察官、情報提供者を暗殺し、警察署を爆破した。同グループはまた、ツァーリがプリモルスクで休暇を過ごしている間に暗殺することを計画したが、彼を逃した。1905年から1907年にかけて、別の秘密結社であるカルヤラン・カンサン・マハティ（カレリア人の力）が、ロシア人の複数の殺人、武器の窃盗、銀行強盗に関与した。
1918年のフィンランド内戦の白色テロでは、勝利した白衛軍によって1万人の左翼が処刑された。白衛軍に関連する新聞は、ユダヤ・ボリシェヴィズムの神話を広め、ヴィボルグのユダヤ人が赤衛軍を支援したという噂が白衛軍の間で広まり、イェーガーのグループが市内に住むすべてのユダヤ人を一斉検挙して処刑することを計画した。この計画は、計画された範囲では実行されなかったが、ヴィボルグ虐殺で多くのユダヤ人が処刑された。

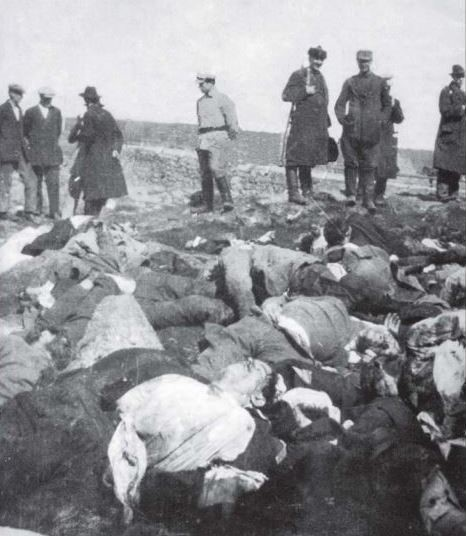
ボリシェビキの傾向があるとされたために、民族的少数派に属する数百人がヴィボルグで処刑された。

1919年、アクティヴィスティエン・ケスクス（活動家の拠点）と呼ばれるグループが、サンクトペテルブルクで大規模な妨害行為を計画した。35人のイングリア系フィンランド人が拳銃と爆発物で武装していた。この計画は、水道施設、発電所、特定の工場を爆破し、消火できない火災を市内の至る所に仕掛けることであった。この作戦は部分的に成功し、水道施設は破壊され、市内の標的が爆破され放火されたが、発電所の爆破は失敗し、1人が捕らえられた。数十人が死傷した。
1927年、フィンランド人ガイドと白系ロシア人亡命者で構成されたグループが、フィンランドからソ連に入国し、ソビエト政府の事務所を爆破し、数十人の死傷者を出した。ロシア人は、ロシアファシスト党と連携した「白い思想」と呼ばれるグループに属していた。
1920年代から1940年代にかけて、極右およびファシストグループが左翼のイベントや政治家を組織的に攻撃し、死者を出した。これらのグループは、左翼の集会場を焼き払い、爆破する責任があった。ヘイッキ・リタヴオリ内務大臣は、共産主義者に対して寛大すぎるとされて暗殺された。
1945年、ソ連との休戦後、民族主義者の青年グループがヘルシンキの複数の左翼標的を爆破した。ハーガとヴァリラで左翼の集会場や新聞社に対する攻撃が続き、青年たちは即席のエタノール瓶爆弾を仕掛けた。ムンクキニエミ出身のファシストを自称するグループが、ダイナマイトと対空砲弾から作られた即席爆発装置を使用して、ヴァパア・サナ新聞の事務所で爆発を起こした。
冷戦時代、極右活動は、フィンランド共産党の印刷所への放火で話題になったペッカ・シートイン率いる秘密のナチオカルト集団のような小さな違法グループに限定されていた。彼の仲間はまた、フィンランド民主青年同盟の本部にレター爆弾を送った。別の「新愛国者国民運動」と呼ばれるグループは、左翼のカンサン・ウーティセット新聞と共産主義ブルガリア大使館を爆破したが、死傷者はなく、大使館の爆弾による被害は軽微であった。
1978年11月、南サイマー社会主義青年連合の事務所が放火攻撃で破壊された。犯人は壁にスワスティカを描いて残した。
1986年のオウル飛行機ハイジャック事件では、ネオナチがオウル空港で旅客機をハイジャックし、所属するネオナチ党のために6万マルクを要求した。
スキンヘッド文化は1980年代後半に勢いを増し、1990年代後半にピークに達した。1991年、フィンランドは多数のソマリア移民を受け入れ、彼らはその後数年間のフィンランドのスキンヘッド暴力の主な標的となり、爆発物を使用した4件の攻撃や人種差別的な殺人が含まれた。亡命希望者センターが攻撃され、ヨエンスーではスキンヘッドが亡命希望者センターに押し入り、ショットガンで発砲し始めた。最悪の場合、ソマリア人は同時に50人のスキンヘッドに暴行を受けた。
ヨーロッパの移民危機の間、40の亡命希望者受け入れセンターが放火攻撃の標的となった。2020年の年次脅威評価で、国家捜査局は、NRMの禁止にもかかわらず、極右テロの脅威が高まっており、「フィンランドでテロを実行する動機と能力」を持つ400人の関係者を特定した。国際的なつながりと資金調達ネットワークが、特に懸念される要因として指摘された。
2021年12月4日、フィンランド警察は、テロ攻撃を計画した疑いでカンカーンパーで5人のグループを逮捕し、アサルトライフルや数十キロの爆発物を含む多数の銃器を押収した。フィンランドのメディアによると、男たちはアトムヴァッフェンとジェームズ・メイソンのイデオロギーを信奉し、アトムヴァッフェンのようなシンボルを使用していた。
2022年7月、若者のグループがラプアの図書館からすべてのレインボーフラッグを盗み、即席爆発装置を残した。死傷者はなかったが、ゲイプライドイベントが爆発によって中断された。2022年8月26日、サヴォンリンナのプライドの近くで爆弾が爆発し、警察はこの行為で地元の2人を逮捕した。 
2023年7月、フィンランド警察は、アサルトライフルを所持し、加速主義とスィージを信奉し、インフラ、送電網、鉄道を攻撃して人種戦争を起こそうと計画していたラハティの5人の男を逮捕した。男たちは新しいアトムヴァッフェン支部の結成について話し合い、サンナ・マリン首相の暗殺について話し合った。男たちは少なくともロシアで訓練を計画し、ヤヌス・プトコネンと会っていたと報じられた。後にイルタレフティは、男たちが銃器と爆発物の使用のための訓練を受けていたことを確認した。さらに、グループは左翼の標的に対して強盗を働いた。2023年10月31日、ラハティ出身の男たちはテロ犯罪で有罪判決を受けた。29歳のヴィルヤム・ニーマンは3年4か月の刑を宣告された。2001年生まれの男性は7か月の執行猶予を宣告され、1996年生まれの別の男性は1年9か月の刑を宣告された。4人目の男性は1年2か月の刑を宣告された 。ラハティグループと関係のある男性は、儀式的な殺人を計画し、社会民主党、緑の党、左翼党の事務所に一連のレター爆弾を送った疑いもある。
2024年6月中旬、オウルで一連の人種差別的な刺傷事件が発生した。加害者の1人は、非合法化されたテロ組織である北欧抵抗運動とのつながりでテロ監視リストに載っていた。別の加害者もNRMの支持者であった。3人目の攻撃者は無所属であった。3人の男は、移民と認識された数人を刺し、生命を脅かす怪我を負わせた。

ギャラリー
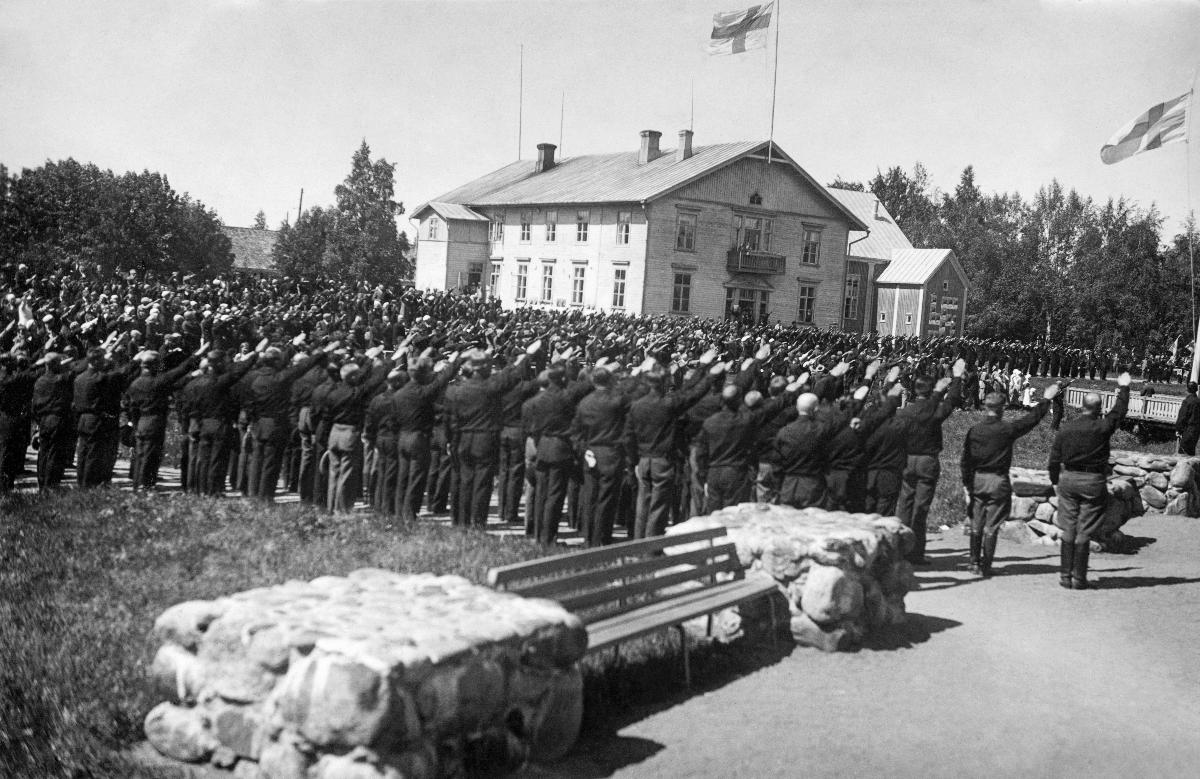
ヤーッコ・イルッカの像で敬礼するIKLのメンバー
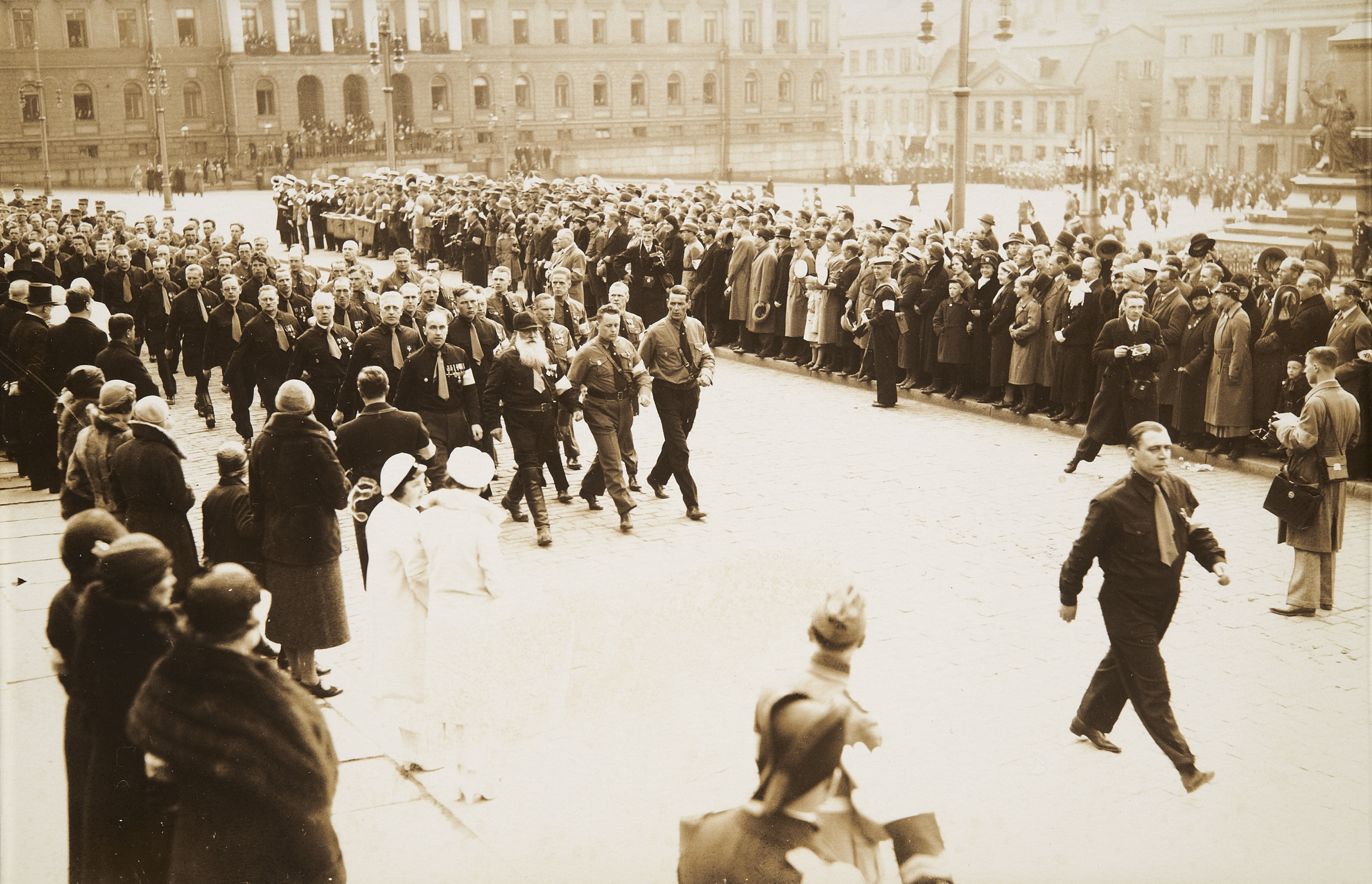
白の勝利パレード15周年、SKJとIKLの行進
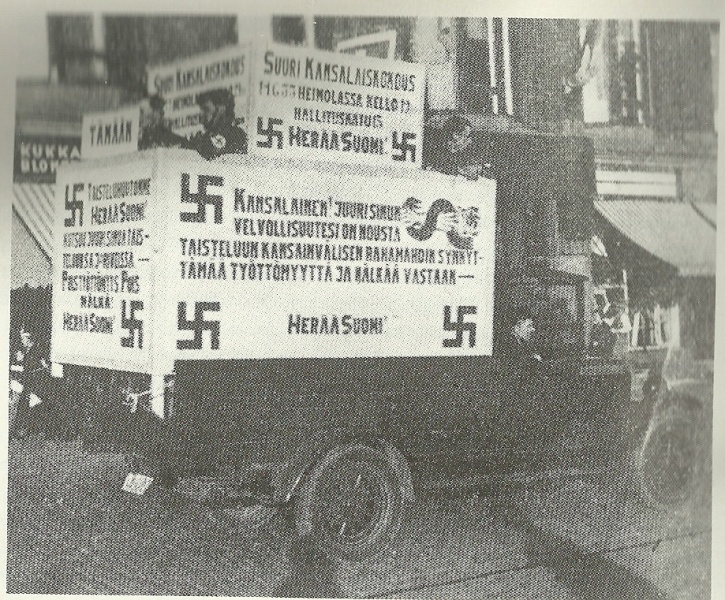
フィンランド社会主義労働者党の宣伝トラック
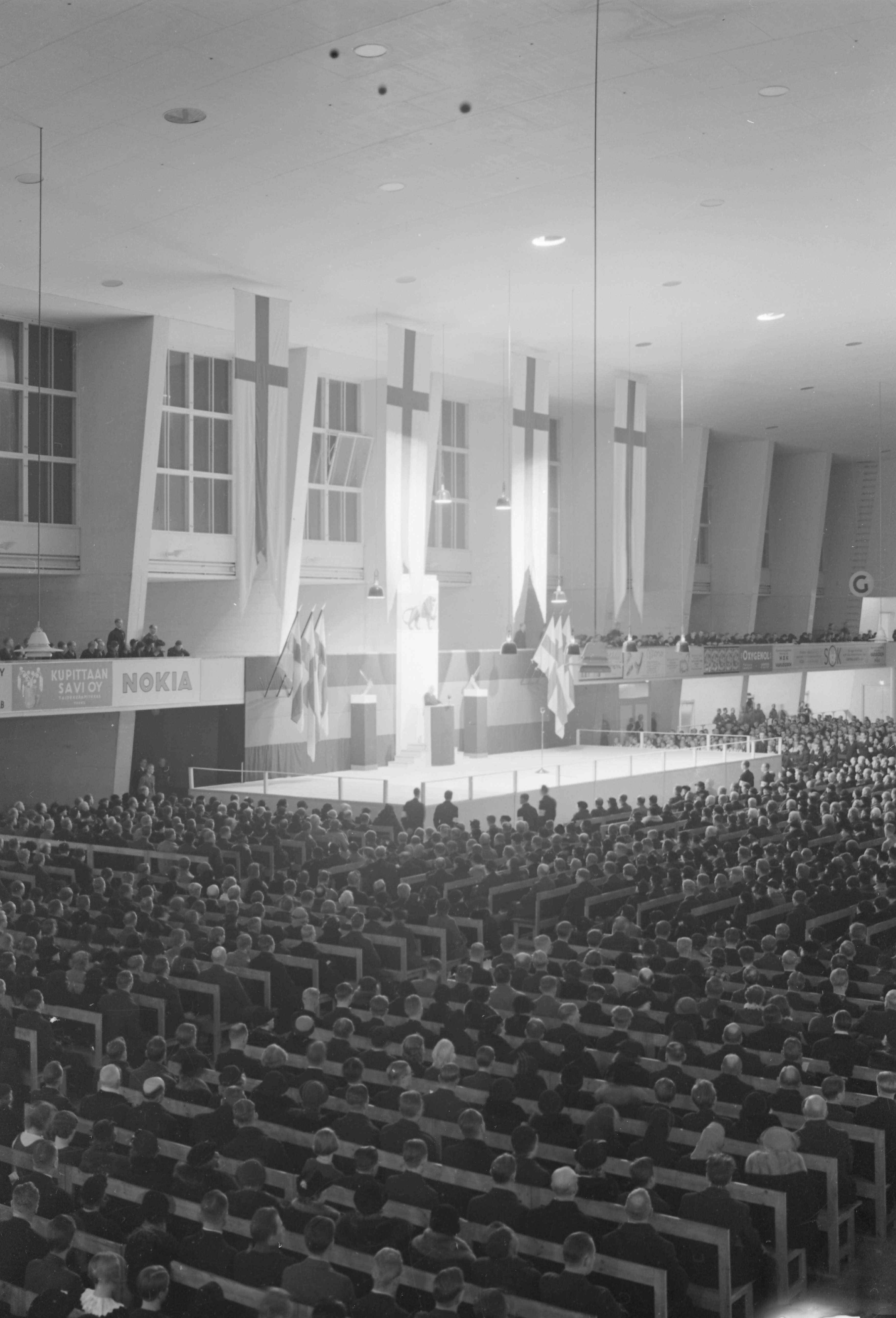
1936年のIKLの集会
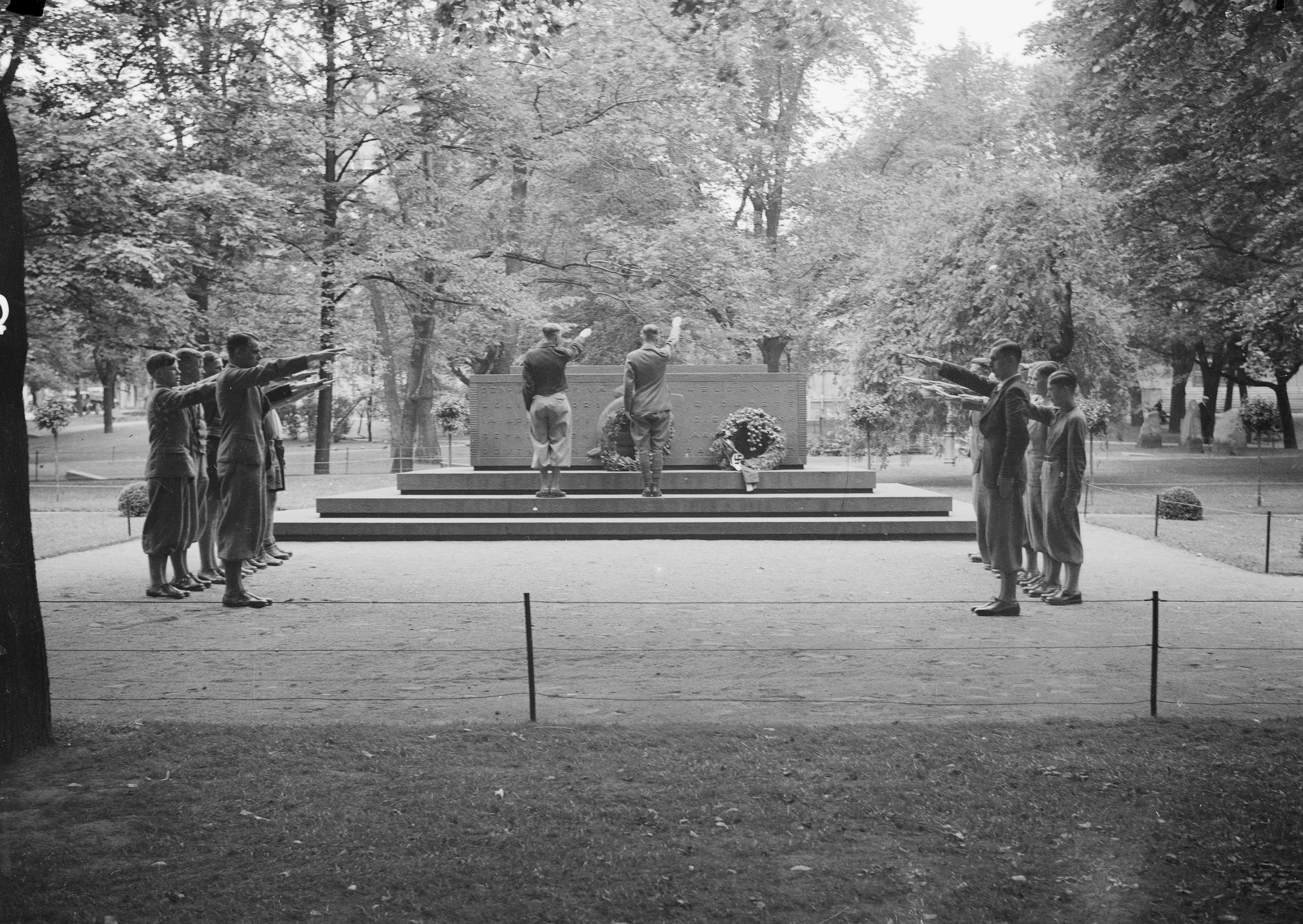
ヘルシンキのフィンランド内戦におけるドイツ人戦闘員の記念碑に敬礼するフィンランドのヒトラーユーゲント。
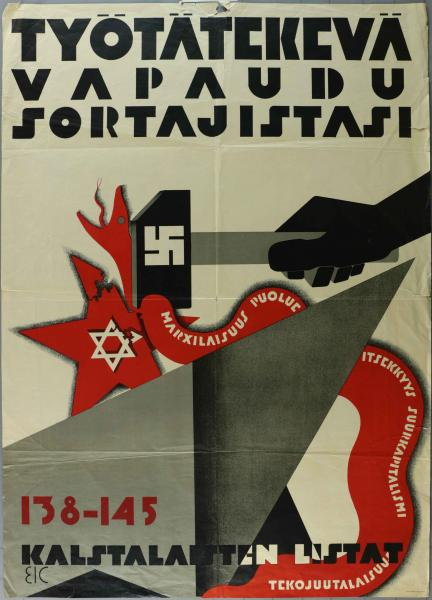
SKJのポスター：「労働者よ、抑圧者から解放されよ！」
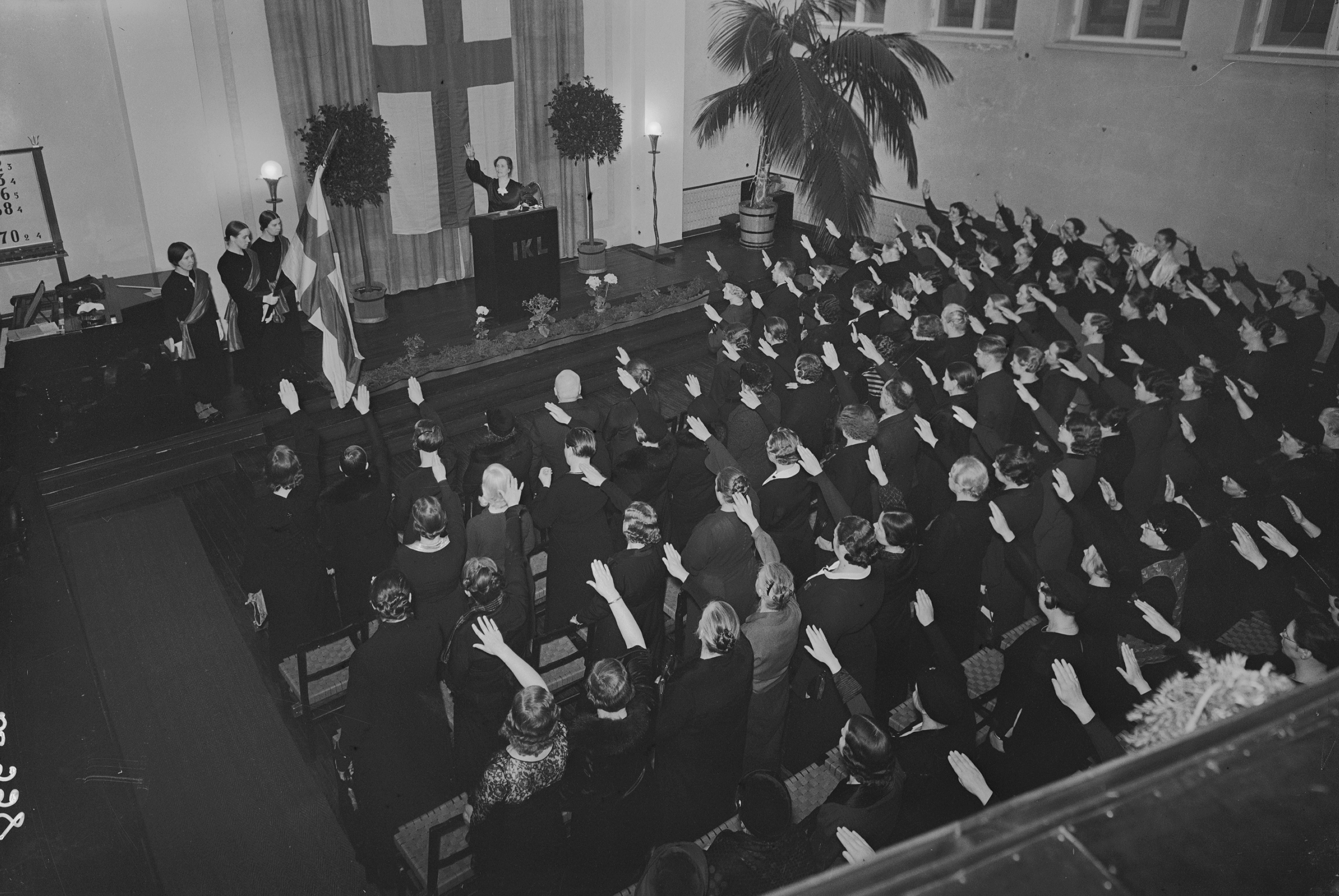
ファシスト女性の集会
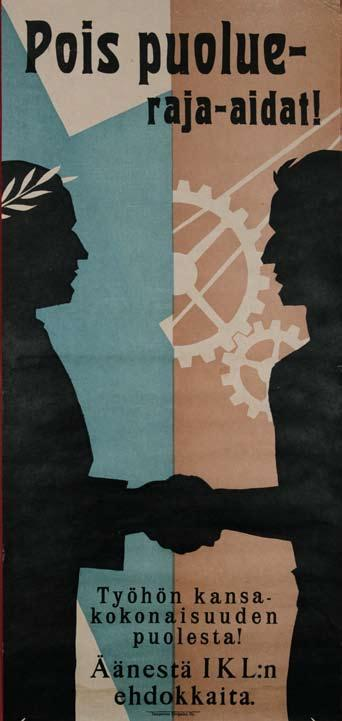
SKAのポスター：「党路線を廃止せよ！民族共同体のために働け！」
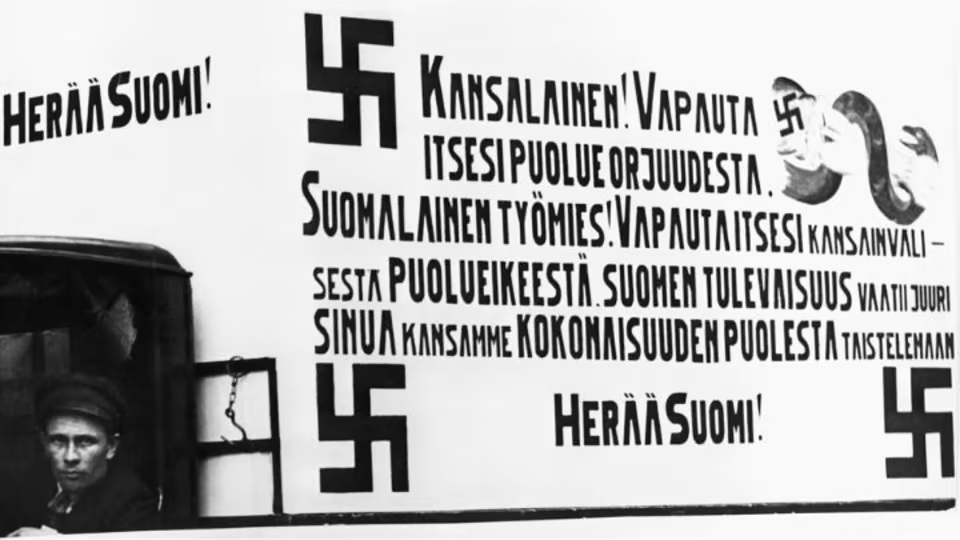
SKJの宣伝トラック